# Medalla del Servei General a l'Índia 1854-95
La Medalla del Servei General a l'Índia 1854-95 (anglès: India General Service Medal (1854)) era una medalla de campanya, aprovada l'11 de març de 1854 per la Reina Victòria, per ser atorgada als oficials i tropa dels exèrcits britànic i Indi.
Era atorgada per diverses campanyes militars menors a l'Índia, entre 1852 i 1895. Cadascuna de les accions que cobrien la medalla era representada per una barra sobre el galó; 24 van ser sancionades, i el màxim que s'atorgaren a un sol home van ser 7. La medalla no es concedia sense barra.
L'ordre de les barres ha de ser llegit de baix a dalt, però era una pràctica comuna per motius estètics posar-les al capdamunt de la cinta.

## Barres
- PEGU – 28 de març de 1852 al 30 de juny de 1853: La segona campanya de Burma.
- PERSIA – 5 de desembre de 1856 al 8 de febrer de 1857: Una expedició combinada de l'Exèrcit i l'Armada.
- FRONTERA NORD-OCCIDENTAL – 3 de desembre de 1849 al 22 d'octubre de 1868: 15 campanyes diferents durant 19 anys.
- UMBEYLA – 20 d'Octubre al 23 de desembre de 1863: Una força expedicionària al Hindustan.
- BHOOTAN – Desembre de 1864 a Febrer de 1866: Una força punitiva de 4 columnes.
- LOOSHAI – 9 de desembre de 1871 al 20 de febrer de 1872: una expedició per recuperar un terratinent i la seva filla.
- PERAK – 2 de novembre de 1875 al 20 de March de 1876: Una expedició a Perak amb una brigada naval.
- JOWAKI 1877-8 – 9 de novembre de 1877 al 19 de gener de 1878. La tribu dels Afridi de prop del Pas de Kohat objectaven d'una nova carretera prop del seu territori.
- NAGA 1879-80 – Desembre de 1879 al Gener de 1880: Una expedició punitiva contra els Nagas.
- BURMA 1885-7 – 14 de novembre de 1885 al 30 d'abril de 1887: L'annexió de Burma.
- SIKKIM 1888 – 15 de March al 27 de setembre de 1888: Una lluita amb els Sikkim que també involucrà als tibetans.
- HAZARA 1888: És coneguda generalment com l'Expedició a la Muntanya Negra.
- BURMA 1887-89 – 1 de maig de 1887 al 31 de March de 1889: Supressió de l'activitat bandolera a Burma.
- CHIN LUSHAI 1889-90 – 15 de novembre de 1889 al 30 d'abril de 1890: Dues columnes, una contra els Chins i l'altre contra els Lushais.
- SAMANA 1891 – 5 d'Abril al 25 de maig de 1891: Operacions al Vall de Miranzai i a la Serralada de Samana.
- HAZARA 1891 – 12 de March al 16 de maig de 1891: La Força de Camp de Hazara a les Muntanyes Negres.
- FRONTERA NORD-ORIENTAL 1891 – 28 de March al 7 de maig de 1891: La Força de Camp de Manipur contra el Rajah de Manipur.
- HUNZA 1891 - 1-22 Desembre 1891.
- BURMA 1889-92: Onze expedicions punitives durant aquests anys.
- LUSHAI 1889-92 – 11 de gener de 1889 al 8 Juny 1892: Petites expedicions als Turons de Lushai.
- CHIN HILLS 1892-93 – 19 d'octubre de 1892 al 10 de March de 1893: Una expedició punitiva contra els Chins.
- KACHIN HILLS 1892-95 – 3 de desembre de 1892 al 3 de March de 1893: expedicions punitives als Turons de Kachin.
- WAZIRISTAN 1894-95 – 22 d'octubre de 1894 al 13 de March de 1895: Una expedició contra els Wazirs.

## Disseny
Una medalla de plata o bronze, de 36mm de diàmetre. A l'anvers apareix la imatge de la Reina Victòria coronada amb una diadema. Al revers apareix la victòria coronant de llorer a un soldat.
Penja d'una cinta vermella amb dues franges blaves, sent totes les franges de la mateixa amplada.